# Wa (langue)
Le Wa (aussi appelé Va, Awa ou Vo) est une langue môn-khmer septentrionale parlée par le peuple Wa, une minorité ethnique de Chine et de Birmanie. Il existe 3 variantes de cette langue : le parauk, forme standard parlée par une majorité de locuteurs, l'awa (98 000 locuteurs en 2004) et le vo (40 700 locuteurs en 2004).  
En 1994, David Bradley estimait le nombre de locuteurs en Birmanie à 500 000 personnes. Au début des années 2000, le Wa Dictionary Project évaluait le nombre total de locuteurs à environ 1 000 000 entre la Birmanie et la Chine. Le nombre estimé de locuteurs en 2008 était de 900 000. 
Pendant longtemps, le Wa fut une langue uniquement utilisée à l'oral. La première transcription du Wa à l'écrit fut réalisée en 1938 par des missionnaires, Vincent Young et Sara Yaw Shu Chin, qui traduisirent le Nouveau Testament dans cette langue, créant ainsi un premier alphabet Wa basé sur des caractères latins. Plus tard, les administrations chinoises et birmanes tentèrent aussi chacune de leur côté de créer un système d'écriture pour cette langue, mais en imposant des spécificités propres à leur pays (caractères chinois pour l'un, adaptation de l'alphabet birman pour l'autre). Deux systèmes d'écriture complètement différents furent ainsi créés, rendant impossible une communication écrite entre les Wa birmans et les Wa chinois.  